# Dalima albomaculata
Dalima albomaculata là một loài bướm đêm trong họ Geometridae.